# José Luis Gioia
José Luis Gioia (Mar del Plata, Buenos Aires, 10 de julio de 1953) es un actor y humorista argentino.

## Trabajos

### Cine
- Los fierecillos indomables (1982) - Alumno
- Los extraterrestres  (1983) - Carlos
- Mirame la palomita (1985) - Luis, el jardinero
- Los colimbas se divierten  (1986) - Borracho en Cabaret París
- El secreto de sus ojos (2009) - Inspector Báez
- La guarida del lobo (2019) - Toco
- La panelista (2021) - Gálindez
- Hoy se arregla el mundo (2022) - Atilio Pasolini

### Video
- Lo mejor de José Luis Gioia y Leo - Locuras, calenturas y algo más... - (Video humorístico)
- Re-Cuentos - (Video humorístico)
- Y... Dónde está el hotel?  (1989) (Video humorístico)
- Expertos en tetología (1989) (Video humorístico)

### Televisión
- Poliladron (El Trece) - Conde
- Acompañantes (Telefe, 2009) - Omar.
- Los Únicos (El Trece, 2011) - Padre Primo.
- Mi amor, mi amor (Telefe, 2012/2013) - Patricio Vera.
- Golpe al corazón (Telefe, 2017/2018)
- Generaciones (El Trece, 2018) - Norbi
- Casi feliz (Netflix, 2020) - Tano.
- MasterChef Celebrity Argentina 3 (Telefe, 2021)- Participante

### Discografía
- En vivo o en b..... - PROFESIONAL
- Tiene cara de c.... Vol. 4 - PROFESIONAL
- Gioia Vol. 5 - PROFESIONAL
- Yo vivo de cuentos Vol. 6 - PROFESIONAL
- La vida en Gioia Censurado - STUDIO RECORDS S.A.
- Humor verde Vol. 2 - STUDIO RECORDS S.A.
- Doble duración - Vol. 1 y 2 - SOUNDTAPE S.A.
- Doble duración - Selección de chistes - PRO MOTION
- La mejor selección de chistes Vol. 3 - GIVE ME FIVE

## Premios
| Año  | Premio                  | Categoría              | Por                    | Resultado |
| ---- | ----------------------- | ---------------------- | ---------------------- | --------- |
| 2009 | Premios Clarín          | Revelación masculina   | El secreto de sus ojos | Ganador   |
| 2009 | Premios Sur             | Mejor actor revelación | El secreto de sus ojos | Ganador   |
| 2009 | Premios Cóndor de Plata | Revelación masculina   | El secreto de sus ojos | Ganador   |